# Hosuru, Shimoga
Hosuru là một làng thuộc tehsil Shimoga, huyện Shimoga, bang Karnataka, Ấn Độ.